# Friedrich August Scheele
Friedrich August Scheele (* 26. Juli 1776 in Dingelstedt am Huy; † 18. Dezember 1852 in Thale) war von 1819 bis kurz vor seinem Tod Superintendent und Oberpfarrer an St. Stephani in Calbe an der Saale. 
Er ist der Vater der Volksschriftstellerin Marie Nathusius (1817–1857), die ihre Kindheit und Jugend in Calbe verlebte, und des Lehrers und Theologen Karl Scheele.
Nach dem Studium der Theologie an der Universität Halle wurde er 1802 Rektor an der Johannis-Kirch-Schule in Halberstadt und 1807 Prediger an der St. Petri-Kirche Magdeburg. 1809 wurde er dann Pfarrer an der Heilig-Geist-Kirche Magdeburg. Er wohnte in der Heiligegeiststraße 5. Von 1814 bis 1821 gehörte Scheele der Freimaurerloge Ferdinand zur Glückseligkeit an.

## Schriften
- Katechismus der christlichen Religion in Lehrsätzen mit biblischen Sprüchen, biblischen Beyspielen und Liedversen zum Auswendiglernen für Kinder in Evangelischen Volksschulen von Friedrich August Scheele, Superintendent zu Calbe an der Saale, Calbe 1824, 5. Aufl., Magdeburg 1842
- Wörterbuch des Neuen Testaments. Zur Erklärung der vorzüglichsten Beweisstellen der christlichen Glaubens- und Sittenlehre von Friedrich August Scheele, Calbe 1831
- Biblische Geschichten mit den Worten der Bibel ausgezogen und mit nützlichen Lehren, Bibelsprüchen, Gesangversen und Fragen begleitet. Zum Gebrauch in Bürger und Landschulen von Friedrich August Scheele, Superintendent zu Calbe an der Saale, Theil 1: Geschichten aus dem Alten Testamente, Theil 2: Geschichten aus dem Neuen Testamente, Magdeburg 1836.